# Zestrzelenie rosyjskiego Su-24 (2015)
Zestrzelenie rosyjskiego bombowca Su-24 – zdarzenie, do którego doszło 24 listopada 2015, o godzinie 9:24 czasu lokalnego (7:24 GMT), niedaleko granicy syryjsko-tureckiej, gdy turecki samolot myśliwski F-16 zestrzelił rosyjski bombowiec Su-24M. Jest to pierwszy przypadek zestrzelenia sowieckiego lub rosyjskiego samolotu przez członka NATO od lat 50. XX wieku.

## Ofiary

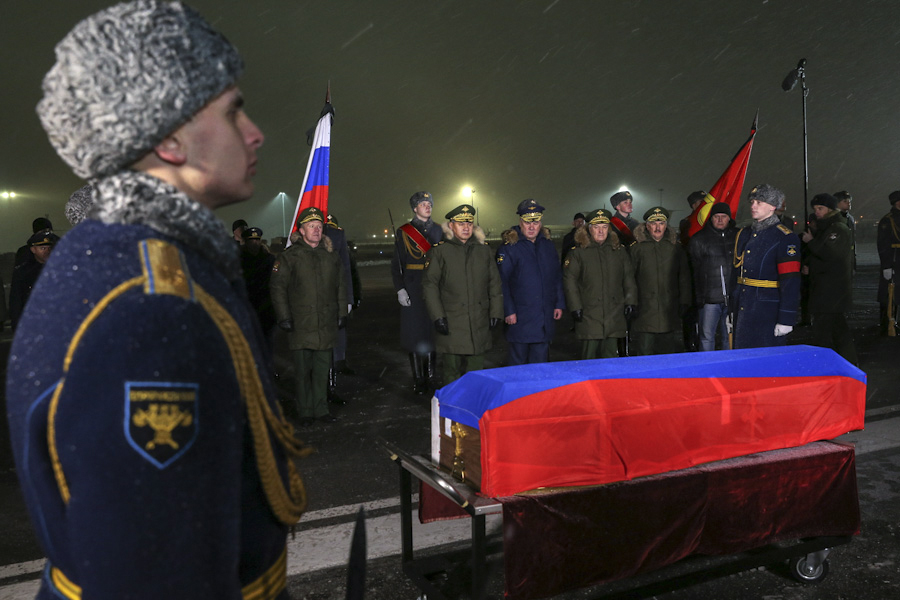
Sprowadzenie zwłok pilota do Rosji

Obaj piloci Su-24M katapultowali się, gdy ich samolot został trafiony. Jeden z nich, podpułkownik Oleg Pieszkow, został zastrzelony przez syryjskich rebeliantów podczas opadania na spadochronie. Drugi, kapitan Konstantin Murachtin, przeżył i został ewakuowany do bazy lotniczej Humajmim przez syryjskie siły rządowe. Dodatkowo, rosyjski żołnierz piechoty morskiej Aleksander Pozynicz zginął podczas misji ratunkowej, gdy helikopter Mi-8, którym leciał, został ostrzelany.

## Stanowisko Turcji
Strona turecka utrzymuje, że bombowiec Su-24M został zestrzelony w tureckiej przestrzeni powietrznej, w którą wtargnął na 2,29 km (przez ok. 17 sekund), po 10-krotnym ostrzeżeniu przez Turków o naruszeniu granicy.

## Stanowisko Rosji
Rosjanie zaprzeczają, jakoby samolot opuścił syryjską strefę powietrzną, na co przedstawiają dowód w postaci zapisu z satelity, którego operatorem jest rosyjskie ministerstwo obrony. Rosjanie twierdzą, że do zestrzelenia doszło ok. 1 km w głąb terytorium syryjskiego. Pilot i drugi oficer rosyjskiej maszyny katapultowali się.

## Stanowiska społeczności międzynarodowej
Według informacji Agencji Reutera, władze USA uważają, że rosyjski Su-24 znajdował się przez chwilę w tureckiej przestrzeni powietrznej, po czym został zestrzelony w przestrzeni powietrznej Syrii. W czasie rozmowy z prezydentem Turcji Recepem Erdoğanem prezydent Barack Obama poparł w imieniu USA i NATO prawo Turcji do obrony własnej suwerenności.

## Samolot
Su-24 (ros. Су-24 w kodzie NATO Fencer) – skonstruowany w ZSRR dwusilnikowy samolot myśliwsko-bombowy (ang. attack aircraft) o zmiennej geometrii skrzydeł, zdolny do działań w każdych warunkach atmosferycznych, również w nocy, opracowany przez biuro konstrukcyjne Suchoja. Samolot jest zdolny do przenoszenia taktycznej broni jądrowej, był produkowany w latach 1972–1993.